# CineEurope
CineEurope (ex- Cinema Expo International ) é a mais antiga feira e convenção europeia para a indústria cinematográfica. Organizado pela Prometheus Global Media Film Group Expo e conjuntamente desde 2015 com a União Internacional de Cinemas (UNIC), o CineEurope combina a convenção anual oficial da última associação comercial representando expositores de cinema e suas associações nacionais, e uma feira apresentando apresentações de produtos e filmes e exibições de filmes selecionados.